# I paladini: storia d'armi e d'amori
I paladini: storia d'armi e d'amori è un film italiano del 1983 diretto da Giacomo Battiato.
Il film è liberamente ispirato ai poemi cavallereschi Orlando innamorato di Matteo Maria Boiardo e Orlando furioso di Ludovico Ariosto.

## Trama
Durante una guerra tra pagani e cristiani, nasce l'amore tra il saraceno Ruggero e la guerriera cristiana Bradamante. Una maga predice a quest'ultima che il suo amato morirà in battaglia, per mano di un altro paladino cristiano, Rolando, innamorato a sua volta della principessa saracena Isabella, sorella di Ruggero, imprigionata da Bradamante.
Isabella riesce a liberarsi, ma mentre cerca di raggiungere l'accampamento viene dapprima assalita dal traditore saraceno Ferraù e in seguito da un eremita, il quale possiede una pietra che rende invisibili. Rolando, che si è messo alla ricerca della principessa saracena smarrita, viene raggiunto dall'amico Rinaldo, il quale per aiutarlo muore nell'attacco ad opera di un guerriero africano e di uno mongolo.
Nel frattempo, il mago Atlante cerca di allontanare Ruggero dal proprio destino infausto, ma nulla può contro l'amore che il principe saraceno nutre per Bradamante, ritenuto dal mago causa di debolezza. Quando Atlante scopre che Ruggero viene raggiunto dalla guerriera saracena Marfisa, anch'essa innamorata del principe pagano, il mago rinuncia a proteggere Ruggero.
Intanto Rolando incontra Isabella. Entrambi si rendono conto di non poter stare insieme e che il loro amore ha causato solo una lunga scia di morti. Ognuno torna al proprio accampamento. Marfisa convince anche Ruggero a tornare ai suoi doveri.
Cristiani e saraceni preparano la battaglia finale. Bradamante prova a convincere Rolando a non affrontare Ruggero, per cercare di salvarlo, ma non può fare altro che assistere allo scontro tra i due paladini, che finisce come predetto dalla maga. Bradamante fugge sconvolta, ignara del fatto che Marfisa per salvare Ruggero dal suo destino abbia preso il suo posto annullando il destino che gravava sul fratello. Rolando rimane stupito dalla scelta di Marfisa ma la comprende e quando Ruggero giunge sul posto e scopre l'accaduto sfida il paladino ma Rolando gli dice di fermarsi e se davvero vuole vendetta di ucciderlo e lui non si opporrà. Ruggero capendo ciò decide di rinunciare alla vendetta e di essere felice e si riunisce con Bradamante che lo credeva morto. Celebrato il funerale di Marfisa Bradamante e Ruggero e Rolando e Isabella si riuniscono e partono insieme per una nuova vita.

## Produzione
Pensato come una sorta di versione italiana del film Excalibur (1981) di John Boorman - sebbene tenti più che altro di sfruttare il successo di Conan il barbaro di John Milius, uscito l'anno precedente - rifacendosi però non al ciclo arturiano come faceva la pellicola di Boorman, bensì al ciclo carolingio.
Fra i luoghi utilizzati per le riprese, ricordiamo le Gole dell'Alcantara, già filmate nel 1966 da Ettore Scola per il suo L'arcidiavolo, e la Faggeta Vetusta del Monte Cimino (Soriano nel Cimino, VT).

## Riconoscimenti
- 1984 - David di Donatello
  - Premio per i migliori costumi a Nanà Cecchi
  - Candidatura per il miglior regista esordiente a Giacomo Battiato
  - Candidatura per la miglior fotografia a Dante Spinotti